# Natatolana pastorei
Natatolana pastorei is een pissebed uit de familie Cirolanidae. De wetenschappelijke naam van de soort is voor het eerst geldig gepubliceerd in 1925 door Giambiagi.